# Мота Монтекорвино
Мота Монтекорвино (итал. Motta Montecorvino) је насеље у Италији у округу Фођа, региону Апулија.
Према процени из 2011. у насељу је живело 768 становника. Насеље се налази на надморској висини од 633 м.

## Становништво
Према резултатима пописа становништва 2011. у општини је живело 768 становника.
| 1931. | 1936. | 1951. | 1961. | 1971. | 1981. | 1991. | 2001. | 2011. |
| ----- | ----- | ----- | ----- | ----- | ----- | ----- | ----- | ----- |
| 2.298 | 2.557 | 2.430 | 2.085 | 1.620 | 1.283 | 1.159 | 951   | 768   |